# Tangent
Tangent é uma cidade localizada no estado norte-americano de Oregon, no Condado de Linn.

## Demografia
Segundo o censo norte-americano de 2000, a sua população era de 933 habitantes.
Em 2006, foi estimada uma população de 980, um aumento de 47 (5.0%).

## Geografia
De acordo com o United States Census Bureau tem uma área de
9,8 km², dos quais 9,8 km² cobertos por terra e 0,0 km² cobertos por água. Tangent localiza-se a aproximadamente 76 m acima do nível do mar.

## Localidades na vizinhança
O diagrama seguinte representa as localidades num raio de 16 km ao redor de Tangent.